# Asclepias schaffneri
Asclepias schaffneri là một loài thực vật có hoa trong họ La bố ma. Loài này được A.Gray mô tả khoa học đầu tiên năm 1881.